# 민담자리꽃나무
민담자리꽃나무(Dryas integrifolia)는 장미과에 포함된 속씨식물의 하나이다. 둥근잎담자리꽃나무 또는 흰담자리꽃나무, 북부담자리꽃나무, 담자리꽃나무라고도 부른다.